# Ковтун, Ольга Петровна
О́льга Петро́вна Ко́втун (род. 22 октября 1955, Березники, Пермская область, РСФСР, СССР) — российский врач-педиатр, доктор медицинских наук, профессор, академик РАН (2022), ректор Уральского медицинского университета (с 2017 года), .

## Биография
Родилась 22 октября 1955 года в городе Березники Молотовской области.
В 1979 году окончила педиатрический факультет Свердловского медицинского института.
В 1984 году защитила кандидатскую, а 9 октября 1997 года — докторскую диссертацию «Клинико-патогенетические закономерности, пути оптимизации лечения и прогноза клещевого энцефалита и боррелиоза у детей» (научные консультанты В. В. Скрябин и В. В. Фомин; официальные оппоненты О. В. Гринкевич, В. В. Иванова и Э. В. Кашуба).
С 1998 года — профессор кафедры нервных болезней и нейрохирургии УГМА.
С 1999 года — заместитель министра здравоохранения Свердловской области, с 2006 года — советник заместителя председателя Правительства Свердловской области по социальной политике.
С июля 2006 года — директор Екатеринбургского филиала Научного центра здоровья детей РАМН.
С 2007 года — проректор по научной работе и инновациям УГМУ.
С февраля 2015 года работала заместителем председателя Правительства по вопросам социальной политики и министром здравоохранения Пермского края.
28 октября 2016 года избрана членом-корреспондентом РАН по Отделению медицинских наук.
С сентября 2017 года — исполняющая обязанности ректора УГМУ, а с 1 марта 2018 — утверждена в должности ректора.
В октябре 2020 года в её отношении подразделением Следственного комитета по Свердловской области было возбуждено уголовное дело по статье 159 УК РФ «Мошенничество» (нарушения при госзакупках).
2 июня 2022 года избрана академиком РАН по Отделению медицинских наук (на вакансию «педиатрия» для УрО РАН).

## Научная деятельность
Автор более 400 научных работ, 11 патентов и свидетельств на программы для ЭВМ, основатель научной школы «Педиатрическая неврология».
Под её руководством защищено 21 кандидатская и 8 докторских диссертаций.
Член исполкома Союза педиатров России, главный педиатр Уральского федерального округа, член экспертного совета по терапевтическим наукам ВАК Министерства образования и науки РФ.

## Критика
Находясь на посту министра здравоохранения Пермского края, проводила реформы, вызвавшие негативную оценку медиков и населения, и 12 марта 2016 года в Перми прошёл митинг под лозунгом «Против развала медицины. За отставку Ольги Ковтун».
После утверждения в должности ректора УГМУ провела масштабную реорганизацию, сократив вдвое количество кафедр.

## Награды
- Орден Пирогова (2024)[8]
- Заслуженный врач Российской Федерации (2011)[9]